# Tarnabod
Tarnabod is een plaats (község) en gemeente in het Hongaarse comitaat Heves. Tarnabod telt 696 inwoners (2002).